# Wintersbach (Dammbach, Ort)
Wintersbach ist ein Gemeindeteil der Gemeinde Dammbach im unterfränkischen Landkreis Aschaffenburg in Bayern.

## Geographie
Das Pfarrdorf Wintersbach liegt an der Staatsstraße 2317 zwischen dem Weiler Neuhammer und Krausenbach auf 207 m ü. NHN. Dort fließt der Wintersbach in den Dammbach. Das Dorf hatte eine Station an der heute stillgelegten Spessartbahn nach Heimbuchenthal.

### Nachbargemarkungen
Folgende Gemarkungen grenzen an das Ortsgebiet von Wintersbach:
|               | Heimbuchenthal                              | Gemarkung Krausenbacher Forst |
| Hobbach       | Kompassrose, die auf Nachbargemeinden zeigt | Krausenbach                   |
| Oberaulenbach | Eschau                                      |                               |

## Geschichte

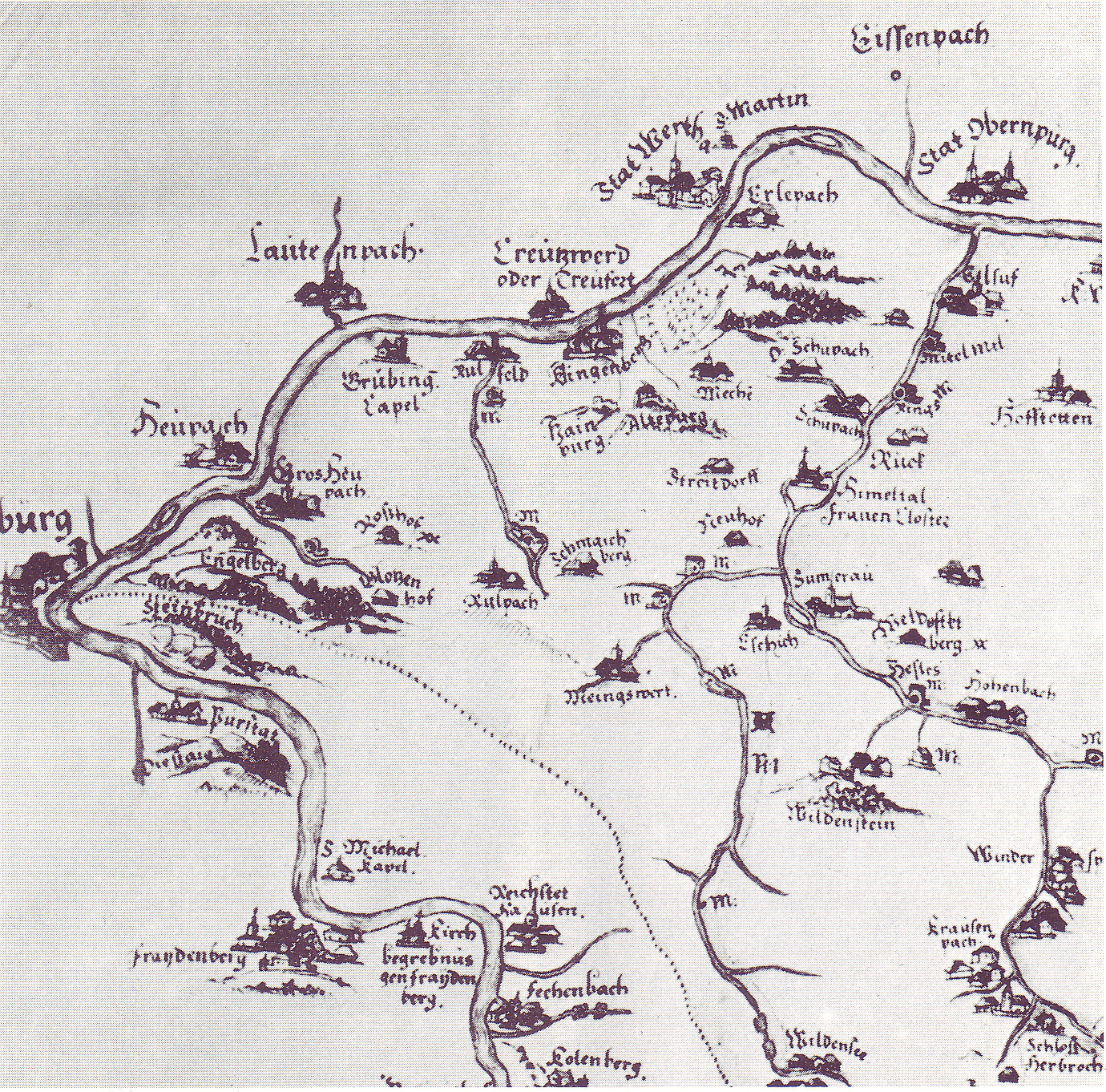
Wintersbach in der Karte des Spessarts von Paul Pfinzing von 1594 (Norden ist rechts)

Um 1280 wurde Wintersbach erstmals erwähnt.
Am 1. Juli 1862 wurde das Bezirksamt Aschaffenburg gebildet, auf dessen Verwaltungsgebiet Wintersbach lag. Im Jahre 1939 wurde wie überall im Deutschen Reich die Bezeichnung Landkreis eingeführt. Wintersbach war nun eine der 33 Gemeinden im Altkreis Aschaffenburg. Dieser schloss sich am 1. Juli 1972 mit dem Landkreis Alzenau in Unterfranken zum neuen Landkreis Aschaffenburg zusammen.
Die Gemeinden Wintersbach und Krausenbach schlossen sich am 1. Juni 1976 zur neuen Gemeinde Dammbach zusammen.

## Denkmäler
- St. Valentin (Wintersbach)
- Liste der Bodendenkmäler in Dammbach
- Liste der Baudenkmäler in Dammbach#Wintersbach